# كوجي ناكاجيما
كوجي ناكاجيما (باليابانية: 中島 浩司) (20 أغسطس 1977 في ساكاي في اليابان – )؛ هو لاعب كرة قدم ياباني سابق كان يلعب كلاعب وسط.

## وصلات خارجية
- كوجي ناكاجيما على موقع الاتحاد الدولي (مؤرشف)  (الإنجليزية)
- كوجي ناكاجيما على موقع رابطة كرة القدم اليابانية للمحترفين (اليابانية)
- كوجي ناكاجيما على موقع قاعدة بيانات كرة القدم.إي يو (الإنجليزية)
- كوجي ناكاجيما على موقع Soccerway.com (الإنجليزية)
- كوجي ناكاجيما على موقع عالم كرة القدم.نت (الإنجليزية)
- كوجي ناكاجيما على موقع كووورة